# Лодзинський трамвай
Лóдзинський трамвáй — трамвайна мережа в польському місті Лодзь, введена в експлуатацію 23 грудня 1898 року.

## Маршрути

### 2016
З 4 березня запущено нічний маршрут № N9 «Міцкевича — Константинув-Лодзький».
12 грудня, у зв'язку з відкриттям нового вокзалу Łódź Fabryczna, змінений рух трамваїв в районі вокзалу.

### 2017
З 2 квітня маршрутна мережа Лодзинського трамвая кардинально змінена. Змінено траси більшості маршрутів, введені нові маршрути, такі як назви кінцевих станцій. Пасажирам протягом 3 днів був запропонований безкоштовний проїзд. Зміни стосувались маршрутів № 1, 2, 3, 4, 5, 6, 7, 8, 9A, 9B, 10A, 10B, 11A, 11B, 12A, 12B, 13, 14, 15, 16, 17, 41, 43A, 43B, 45, 46.

### 2018
З 4 і 5 лютого змінено такі маршрути:
- № 11A продовжений до Хойни Курчаки через вулиці Паб'яницька-Падеревського;
- № 15 продовжений до Стоків;
- № 16 продовжений до площі Незалежності;
- № 17 курсуватиме до депо Телефонічна щодня;
- Запущено новий маршрут № 18 «Реткіня — депо Телефонічна»;
- № 45 і 46 скасовані
- Запущено автобуси № Z45 і Z46[4].

### 2019
З 4 листопада і до завершення ремонтних робіт ліній на Козіни, Здровє змінено маршрути трамваїв:
- № 7А курсуватиме без А до станції "Північна";
- № 7В скасований[5].

### 2020
З 1 липня трамвайний маршрут № 5 було перенаправлено до Радіостанції.
З 1 жовтня трамвайні маршрути № 12 і № 15 відновлено до кінцевої зупинки Стоки, а маршрути № 17 і № 18 до Телефонічного депо.

### 2021
25 квітня у зв'язку з будівництвом зупинки майбутнього метрополітену змінено рух трамваїв:
- № 1 скасований;
- № 5 буде перенапралений на трасу «Теофілюв — Каролів» (на вихідні до Реткінії курсуватиме);
- № 9 курсуватиме до Геленувеку;
- № 12 розділений на маршрути № 12А «Реткіня — Радіостанція» і №12В «Реткіня — Стоки» і курсуватиме через площу Свободи;
- № 13 скасований;
- Призначено автобуси № Z1 Лодзь-Фабрична - Лодзь-Хойни; № Z13 Домброва Ніжша - Легіонув Влукняжи[8].

З 1 жовтня буде змінено рух трамваїв:
- № 2, 3AB, 5, 7, 9, 10B, 11AB, 12, 14, 15, 17 курсуватимуть з інтервалом в 15 хв;
- № 8AB курсуватиме з інтервалом в 7,5 хв;
- № 3 розділений на маршрути № 3А «Хойни Курчаки — Міцкевича» і № 3В «Хойни Курчаки — Кільце Повстанців 1863 р.»;
- № 3C скасований;
- № 9, 11B повертаються до кільця Геленувек;
- № 11A повертається до траси «Хойни Курчаки — Геленувек»;
- № 14 перенаправлений до кільця Львівських Льотчиків;
- № 15 курсуватиме до Стоків;
- № 16 відновлюється до своєї траси і кусуватиме з інтервалом в 30 хв[9].

З 11 листопада маршрут № 14 курсуватиме до кільця Каролів.
19 грудня було відновлено лінію до міста Згеж. В честь того було запущено спеціальні трамваї, які о 11:00 вирушали від зупинки Міцкевича. Також з 13 до 16 години працював безкоштовний маршрут № 45 від вулиці Північна.
З 20 грудня було запущено трамвайний маршрут № 6 за маршрутом «Згеш Площа Кілінського — Відзев Ауґустув», а маршрут № 7 курсуватиме до станції Лодзь-Жабенець. Автобусний маршрут № Z45 було скасовано.

### 2022
З 14 лютого і до завершення ремонтних робіт депо Хоцяновиці змінено рух трамваїв:
- № 3А курсуватиме через вулицю Падеревського на Хойни Курчаки;
- № 3В курсуватиме до зупинки Рудзька;
- № 11А курсуватиме без А;
- № 11В скасований;
- № 17 скорочений до площі Незалежності;
- № Z буде запроваджений за маршрутом «Хойни Курчаки — Міцкевича»[12].

З 25 до 31 березня будуть змінені такі маршрути:
- № 3B скорочується до площі Незалежності
- № 9 курсуватиме до ст. Лодзь-Жабенець;
- № 15 курсуватиме вулицями Жговська-Пйотрковська-Міцкевича-Влокняжи-Коперніка;
- № 17 курсуватиме до Кароліва;
- Призначено автобус № Z15 Інститут СЗМП - Склодовей-Цюрє Гданська[13].

З 1 квітня у зв'язку з реконструкцією вулиці Олександрівській трамваї з 19:30 щодня не курсуватимуть до району Теофілюв, трамвайні маршрути будуть змінені таким чином:
- № 2 курсуватиме до ст. Лодзь-Жабенець;
- № 5 курсуватиме до ст. Лодзь-Жабенець;
- № 8A скасований;
- № 8B курсуватиме до ст. Лодзь-Жабенець;
- Призначено автобус № Z8 Корфантего - Коханувка[14].

З 11 квітня і до завершення робіт на площі Свободи змінені маршрути трамваїв:
- № 5 скасований;
- № 14 курсуватиме на вихідних до Реткіні;
- № 15 буде перенаправлений на трасу «Хойни Курчаки — Каролев»;
- № 16 у робочі дні з 19:30 буде перенаправлений на Каролів у зв'язку з роботами на вулиці Олександрівська;
- № 17 буде курсувати трасою «Стоки — Теофілюв»;

З 25 квітня будуть змінені такі маршрути:
- № 2 розділений на маршрути № 2А «Лодзь-Домброва — Теофілюв» і №2В «Лодзь-Домброва — Коханувка»;
- № 5 скасований;
- № 9 курсуватиме за маршрутом «Олехув — Лодзь-Фабрична»;
- № 12В курсуватиме без В, оскільки маршрут № 12А не курсує;
- № 14 курсуватиме на вихідних до Реткінії;
- № 15 буде перенаправлений на трасу «Хойни Курчаки — Геленувек»;
- № 16 у робочі дні з 19:30 буде перенаправлений на Каролів у зв'язку з роботами на вулиці Олександрівська;
- № 17 буде курсувати трасою «Стоки — Центр здачі крові»[15].

З 1 травня і до завершення реконструкції віадуку на вулиці Пшибишевського буде змінено маршрути трамваїв:
- № 6 курсуватиме в об'їзд вулицею Пілсудського;
- № 7 перенаправлений до ст. Лодзь-Домброва;
- Призначено автобус № Z11 Цвинтар Зажев — Хоцяновице-ІКЕА[16].

З 16 травня і до кінця ремонтних робіт на вулиці Пшибишевського трамвай № 3А курсуватиме до зупинки Нурта-Кашинського, а трамвай № 7 курсуватиме за маршрутом «Хойни Курчаки — Каролів».
З 25 червня і до завершення робіт на вулиці Кілінського буде змінено маршрут трамваїв:
- № 18 скорочується до станції Лодзь-Фабрична;
- № 12 курсуватиме в об'їзд по вулицях Пілсудського-Копсінського-Нарутовича і далі по маршруту[18].

Також будуть змінені інші маршрути того ж дня:
- № 2АВ, 3АВ, 8АВ курсуватимуть з інтервалом в 10 хвилин;
- № 14 курсуватиме щодня до Реткіні;
- № 17 скорочується до Телефонічного депо;
- № Z не курсуватиме по неділях[19].

На 2 і 3 липня у зв'язку з реконструкцією вулиці Олександрівській будуть змінені такі маршрути:
- № 2A скасований;
- № 2B курсуватиме до ст. Лодзь-Жабенець;
- № 8A скасований;
- № 8B курсуватиме до ст. Лодзь-Жабенець;
- № 16 скасований;
- Призначено автобус № Z8 Корфантего - Коханувка[20].

У зв'язку з страйкуванням центру соціальної допомоги буде змінено маршрути
На 7 липня буде змінено маршрути:
- № 4, 6, 8AB, 9, 10AB, 12 будуть тимчасово зупинені;
- № 14 курсуватиме по вулицях Домбровського-Жговська-Незалежності-Пйотрковська і далі по звичному маршруту.

На 8 липня буде змінено маршрути:
- № 2AB, 3AB, 11 курсуватимуть по вулицях Легіонів-Гданська-Коперніка-Жеромського-Політехніки-Паб'яницька і далі по маршруту, маршрут № 3A курсуватиме по Пйотрковській-Пшибишевського;
- № 6 в сторону Відзев Ауґустув курсуватиме по вулицях Легіонув-Гданська-Коперніка-Жеромського-Політехнікі-Паб'яницька-Пйотрковська і далі по маршруту;
- № 6, 8AB, 10AB курсуватимуть по вулицях Копсінського-Нарутовича-Трамвайова-Венгльова-Родини Познанських-Трамвайова-Нарутовича-Копсінського і далі на східні напрямки;
- № 7 курсуватиме по маршруту № 15, який був з 11 до 24 квітня 2022 року;
- № 12 курсуватиме за маршрутами «Лодзь-Жабенець - Реткіня» та «Стоки - Відзев Ауґустов»;
- № 14 курсуватиме по вулицях Домбровського-Жговська-Незалежності-Паб'янецька-Політехніки-Жеромського-Коперніка-Влокняжів і далі по звичному маршруту[21]

20 липня з нагоди святкування дня поліції змінюються схеми маршрутів:
- № 2AB курсуватиме по Сміглого-Ридза-Пілсудського і далі по маршруту;
- № 3A курсуватиме по Пйотрковська-Паб'яницька-Політехніки-Жеромського-Коперніка-Гданська-Легіонів і далі по маршруту;
- № 3B курсуватиме по Політехніки-Жеромського-Коперніка-Гданська-Легіонів і далі по маршруту;
- № 7 курсуватиме по маршруту № 15, який був з 11 до 24 квітня 2022 року;
- № 11 курсуватиме по Домбровського-Сміглого-Ридза-Пілсудського і далі по маршруту;
- № Z курсуватиме до кільця Львівських Льотчиків
- Призначено автобус № Z7 П'ястув Курак - Пйотрковська Центр[22].

З 1 серпня маршрут № 7 курсуватиме лише за маршрутом «Хойни Курчаки — Міцкевича» в будні дні, а з 6 серпня маршрут № 16 буде продовжено до Хойни Курчаки, але варто зазначити, що в будні цей маршрут працюватиме лише до площі Незалежності.
На 6 і 7 серпня у зв'язку з реконструкцією вулиці Олександрівській будуть змінені такі маршрути:
- № 2A скасований;
- № 2B курсуватиме до ст. Лодзь-Жабенець;
- № 8A скасований;
- № 8B курсуватиме до ст. Лодзь-Жабенець;
- № 16 курсуватиме за маршрутом «Лодзь-Жабенець — Хойни Курчаки»;
- Призначено автобус № Z8 Корфантего - Коханувка[24].

15 серпня з нагоди святкування дня Війська Польського змінюються схеми маршрутів:
- № 0 курсуватиме по схемі маршруту № 12 до Радіостанції;
- № 2AB курсуватиме по Сміглого-Ридза—Пілсудського і далі по маршруту;
- № 3A курсуватиме по Пйотрковська-Паб'яницька-Політехніки-Жеромського-Коперніка-Гданська-Легіонів і далі по маршруту;
- № 3B курсуватиме по Політехніки-Жеромського-Коперніка-Гданська-Легіонів і далі по маршруту;
- № 11 курсуватиме по Домбровського-Сміглого-Ридза-Пілсудського і далі по маршруту;
- № Z не курсуватиме;
- Призначено автобус № Z2 ст. Лодзь-Домброва - Пйотрковська Центр[25].

З 1 вересня буде змінено такі маршрути:
- № 2AB, 8AB, 16 не будуть курсувати за скороченим маршрутом з 19 години до ст. Лодзь-Жабенець;
- № 12 курсуватиме по вулицях Пілсудського-Кілінського-Родини Познанських-Нарутовича і далі по маршруту;
- № 14 в будні скорочуватиме до Кароліва;
- № 18 курсуватиме до Реткіні;
- Автобусний маршрут № Z8 скасовано[26].

З 1 жовтня буде змінено такі маршрути
- № 11 курсуватиме з інтервалом в 7,5 хв;
- № 17 курсуватиме до Стоків[26].
- № 18 курсуватиме до Реткіні;
- Автобусний маршрут № Z8 скасовано[26].

З 10 жовтня у зв'язку з підготовкою до ремонту другої ділянки вулиці Сміглого Ридза буде змінено маршрути:
- № 4, 14 скасовані;
- № 3A перенаправлений до ст. Лодзь-Домброва;
- № 7 повертається до Кароліва[27].

З 15 жовтня у зв'язку з початком ремонту другої ділянки вулиці Сміглого Ридза буде змінено маршрут № 3A, який курсуватиме через вулиці Пілсудського-Сміглого Ридза до роз'їзду Сміглого Ридза Пшибишевського.
З 29 жовтня по 1 листопада з нагоди дня усіх святих запущено та змінено лінії:
- № C5 «Хойни Курчаки — Реткіня» (з 29 жовтня по 1 листопада);
- № C6 «Хеленувек — цвинтар Зажев» (з 29 жовтня по 1 листопада);
- № С7 «Паб'яніцька Рудзька — Відзев Ауґустув» (1 листопада);
- № 2AB, 3AB, 8AB, 10B, 11, 15 курсуватимуть з інтервалом в 10 хвилин (1 листопада);
- № 7 не курсуватиме (з 29 жовтня по 31 жовтня);
- № 16 не продовжується до Хойни Курчаки на вихідні, але з 31 жовтня по 1 листопада ходитиме через вулицю Падеревського;
- № 17 перенаправляється до цвинтару Зажев;
- № 18 не курсуватиме (з 29 жовтня по 31 жовтня)[29].

11 листопада, з нагоди Дня Незалежності буде змінено маршрути:
- № 2AB, 11 курсуватимуть через вулиці Паб'яніцка-Політехніки-Жеромського-Коперніка-Гданська-Легіонів і далі по маршруту;
- № 3B курсуватиме через вулиці Політехніки-Жеромського-Коперніка-Гданська-Легіонів і далі по маршруту;
- Призначено автобус № Z2 Площа Незалежності - П'ястовська площа[30].

З 5 грудня у зв'язку з початком реконструкції вулиці Легіонів буде змінено маршрути:
- № 7 перенаправлений на Хеленувек. В вихідні також працюватиме, проте до площі Незалежності;
- № 15 курсуватиме трасою «ст. Лодзь-Домброва — Каролів»;
- № 16 продовжується на щоденну основу до Хойни Курчаки, проте ходитиме через вулицю Падеревського[31].

### 2023
Під час ремонту депо Хоцяновиці з 1 квітня можливе пересування повз депо до кінцевої Хоцяновиці-ІКЕА. Було змінено маршрути:
- № 3В курсуватиме до кінцевої Хойни Курчаки;
- № 11 курсуватиме до Хоцяновиці-ІКЕА;
- № 19 запущено в сполученні «Хойни Курчаки — Геленувек»;
- № Z17 запущено в сполученні «Пл. Незалежності — Хоцяновиці-ІКЕА»[32].

З 10 травня у зв'язку з відновленням руху частини вул. Кілінського змінено маршрути:
- № 1 запущено вздовж вулиці Кілінського від вул. Тименецького до центру здачі крові;
- № 17 об'єднано з маршрутом № 1, тобто трамвай 17 маршруту прибуває до тимчасової кінцевої і змінює номер на № 1[33].

З 12 червня у зв'язку з неможливістю з'їзду трамваїв в депо Хоцяновиці місто буде обслуговувати депо Телефонічна. Через це змінено маршрути:
- № 7 скасовано;
- № 15 скорочено до пл. Незалежності;
- № 16 скорочено до ст. Лодзь-Жабенець;
- № 17 скорочено до Телефонічного депо;
- № 18 скасовано;
- Лінії, які з'їжджають з депо будуть курсувати без зупинок від депо до Копсінського/Тувіма, Нарутовича/Трамвайова[34].

З 17 червня буде змінено маршрути:
- № 3А скасовано;
- № 3В курсуватиме без поділу і без літери В;
- № 14 відновлюється в сполученні «Сміглого Ридза/Пшибишевського — Каролів» і в вихідні з подовженням до Реткіні[35].

З 1 липня було відновлено маршрут № 41.
З 1 вересня лінія 8АВ курсує лише в варіанті 8А.
З 4 вересня було змінено маршрути:
- № 9 в будні дні курсуватиме до ст. Лодзь-Фабрична;
- № 18 відновлює рух від ст.Лодзь-Фабрична до Реткіні. Об'єднано з маршрутом № 9[38].

З 7 жовтня у зв'язку з відновленням руху вулицею Нарутовича було змінено рух трамваїв:
- № 9 щодня курсує до ст. Лодзь-Фабрична;
- № 18 роз'єднано з лінією № 9[39].

З 2 листопада маршрут № 18 продовжено до Телефонічного депо.
З 29 листопада по 10 грудня у зв'язку з ремонтом в аварійному режимі ділянки вулиці Жговська було скасовано рух трамваїв до кінцевої Хойни Курчаки, змінено маршрути:
- № 3 перенаправлений через Пілсудського до стадіону;
- № 16 перенаправлений до зупинки Пйотрковська Центр;
- № 19 дублює маршрут № 11;
- Призначено автобус № Т3 Хойни Курчаки - Пл. Незалежності[41][42].

27 грудня було скасовано маршрут № 14.

### 2024
З 2 січня було відновлено маршрут № 14 з продовженням до ст. Лодзь-Домброва.
З 6 січня у зв'язку з закінченням ремонту вулиці Польського Війська було змінено рух трамваїв:
- № 2А/В не будуть мати поділу;
- № 5 запущено від Кілінського/Тименецького до Теофілюва;
- № 6 перенаправлено до Хойни Курчаки;
- № 15 продовжено до ст. Лодзь-Домброва;
- № 16 продовжено до кінцевої Коханувка;
- № 17 продовжено до кінцевої Хеленувек

Лінія № 17 тимчасово скасована 
- № 19 перенаправлено через Падеревського, в вихідні скорочено до пл. Незалежності[45].

З 29 січня по 11 лютого у зв'язку з ремонтом перехрестя Західна/Легіонів було змінено маршрути:
- № 2 перенаправлено через Міцкевича-Влокняжи;
- № 3 перенаправлено через Північну-Кілінського-Нарутовича до Радіостанції;
- № 6 і 11 перенаправлено через Пілсудського-Кілінського-Північна;
- № 8 збільшено інтервал до 15 хв;
- № 18 перенаправлено через Копсінського;
- № 19 скасовано;
- № Z призначено від Хойни Курчаки до кладовища Зажев;
- № Z5 ліквідована

Відновлений рух трамваю 5
KILIŃSKIEGO TYMIENIECKIEGO - Kilińskiego, Franciszkańska, Wojska Polskiego, pl. Kościelny, Zgierska, Limanowskiego, Aleksandrowska - TEOFILÓW
TEOFILÓW – Aleksandrowska, Limanowskiego, Zgierska, pl. Kościelny, Wojska Polskiego, Franciszkańska, Kilińskiego – KILIŃSKIEGO TYMIENIECKIEGO
.
У зв'язку з завершенням реконструкції площі Свободи було змінено маршрути:
- № 15 перенаправлено на Каролів (1-3 березня);
- № 15 перенаправлено на маршрут "Депо Телефонічна - Хойни Курчаки" (з 4 березня);
- № 16 перенаправлено до ст. Лодзь-Домброва (з 4 березня);
- № 17 перенаправлено через площу Свободи (з 2 березня)[47][48];

12 березня у виборчій було обговорено можливе відновлення трамвайного маршруту № 44 до міста Александрув-Лодзький.
16 березня буде відновлено рух вулицями Стриківська і Польського Війська. Зміняться маршрути:
- № 1 відновлюється з продовженням до Доли;
- № 6 перенаправляється до Доли;
- № 15 продовжується до Стоки;
- № 45 відновлюється;
- Автобусний маршрут № Z6 скасовано[50].

| №   | Кінцева А                 | Кінцева Б            | Довжина | Час проїзду | Кі-сть зупинок | Рухомий склад                                   | Інтервал руху | Примітки                                                                                        |
| --- | ------------------------- | -------------------- | ------- | ----------- | -------------- | ----------------------------------------------- | ------------- | ----------------------------------------------------------------------------------------------- |
| 2   | ст. «Лодзь-Домброва»      | Коханувка            | 15 км   | 63 хв       | 34             | Konstal 805Na, Duewag NF6D,Düwag М8CN           | 15 хв         |                                                                                                 |
| 3   | Кільце Повстанців 1863 р. | Хойни Курчаки        |         |             |                | Duewag NF6D                                     | 15 хв         | Використовується двокабінними вагонами, оскільки кінцева Кільце Повстанців 1863 р. має роз'їзд. |
| 5   | Кілінського/Тименецького  | Теофілюв             |         |             |                | Duewag NF6D,Düwag М8CN                          | 15 хв         | Використовується двокабінними вагонами, оскільки кінцева Кілінського/Тименецького має роз'їзд.  |
| 6   | Згеш Пл. Кілінськєго      | Хойни Курчаки        | 11,5 км | 46/47 хв    | 25             | Konstal 805Na, Bombardier Cityrunner            | 15 хв.        |                                                                                                 |
| 8А  | Цвинтар Зажев             | Теофілюв             | 16,8 км | 54 км       |                | Konstal 805Na, Duewag NF6D                      | 7,5 хв        |                                                                                                 |
| 9   | Олехув                    | ст. «Лодзь-Фабрична» | 16,2 км | 61 хв       | 34             | Konstal 805Na, PESA 122NaL                      | 15 хв.        |                                                                                                 |
| 10А | Відзев Ауґустув           | Реткіня              | 12,5 км | 40 хв       | 25             | PESA 122NaL                                     | 7,5 хв.       |                                                                                                 |
| 10В | Олехув                    | Реткіня              | 17 км   | 51 хв       | 32             | PESA 122NaL                                     | 7,5 хв.       | Курсує в будні дні                                                                              |
| 11  | Хоцяновиці-ІКЕА           | Геленувек            | 10,6 км | 44/46 хв    | 28             | Moderus Gamma                                   | 15 хв.        |                                                                                                 |
| 12  | Стоки                     | Реткіня              | 12,8 км | 51/55 хв    | 29             | PESA 122NaL                                     | 15 хв.        |                                                                                                 |
| 14  | ст. «Лодзь-Домброва»      | Каролів              | 11,9 км | 42/43 хв    | 25             | Moderus Gamma, AEG GT6R                         | 15 хв.        |                                                                                                 |
| 15  | Хойни Курчаки             | Депо Телефонічна     | 10,6 км | 46 хв       | 28             | Düwag М8CN                                      | 15 хв.        | Використовується двокабінними вагонами, оскільки кінцева Ґданська/Легіонів має роз'їзд.         |
| 16  | ст. «Лодзь-Домброва»      | Коханувка            | 10,8 км | 51 хв       | 25/26          | Konstal 805Na                                   | 15 хв.        |                                                                                                 |
| 17  | Депо Телефонічна          | Геленувек            | 14,1 км | 58 хв       | 33             | Duewag NF6D, Konstal 805Na                      | 15 хв.        |                                                                                                 |
| 18  | Реткіня                   | Депо Телефонічна     | 11,6 км | 44 хв       | 26             | Moderus Gamma                                   | 15 хв.        |                                                                                                 |
| 19  | Хойни Курчаки             | Геленувек            | 10,6 км | 44/46 хв    | 28             | PESA 122N, Bombardier Cityrunner, Konstal 805Na | 15 хв         | Курсує в будні дні, а у вихідні скорочується до площі Незалежності                              |
| 41  | Площа Незалежності        | Паб'яниці Сільська   | 15,3 хв | 47 хв       | 30             | PESA 122N, Konstal 805Na                        | 15 хв         |                                                                                                 |